# Olympische Winterspiele 2018/Eishockey (Herren)/Qualifikation
Die Qualifikation zum olympischen Eishockeyturnier der Herren 2018 wurde zwischen Oktober 2015 und September 2016 ausgetragen. Dabei wurden drei Plätze des Endturniers ausgespielt. Dazu kamen die acht besten Nationen der IIHF-Weltrangliste des Jahres 2015 sowie Südkorea als Ausrichter.
Die drei Plätze wurden in einem mehrstufigen System zwischen 28 Teilnehmern ausgespielt. Die Einstufung erfolgte ebenfalls nach dem Stand der IIHF-Weltrangliste 2015. In der letzten Qualifikationsrunde sicherten sich Norwegen, Deutschland und Slowenien die verbleibenden drei freien Plätze im olympischen Eishockeyturnier.

## Direkte Qualifikation
Für das olympische Turnier qualifizierten sich neben dem Ausrichter Südkorea die ersten acht Nationen der IIHF-Weltrangliste nach Abschluss der Weltmeisterschaft 2015 direkt:
| Rang | Land               | WM 2015 (100 %) | WM 2014 (75 %) | OS 2014 (75 %) | WM 2013 (50 %) | WM 2012 (25 %) | Summe |
| ---- | ------------------ | --------------- | -------------- | -------------- | -------------- | -------------- | ----- |
| 1    | Kanada             | 1200            | 1060           | 1200           | 1060           | 1060           | 3690  |
| 2    | Russland           | 1160            | 1200           | 1060           | 1040           | 1200           | 3675  |
| 3    | Schweden           | 1060            | 1120           | 1160           | 1200           | 1040           | 3630  |
| 4    | Finnland           | 1040            | 1160           | 1120           | 1100           | 1100           | 3575  |
| 5    | Vereinigte Staaten | 1120            | 1040           | 1100           | 1120           | 1020           | 3540  |
| 6    | Tschechien         | 1100            | 1100           | 1040           | 1020           | 1120           | 3495  |
| 7    | Schweiz            | 1000            | 940            | 960            | 1160           | 920            | 3235  |
| 8    | Slowakei           | 960             | 960            | 920            | 1000           | 1160           | 3160  |
| 9    | Belarus            | 1020            | 1020           | 860            | 860            | 860            | 3075  |
| 10   | Lettland           | 880             | 920            | 1000           | 920            | 940            | 3015  |
| 11   | Norwegen           | 920             | 900            | 900            | 940            | 1000           | 2990  |
| 12   | Frankreich         | 900             | 1000           | 800            | 880            | 960            | 2930  |
| 13   | Deutschland        | 940             | 860            | 840            | 960            | 900            | 2920  |
| 14   | Slowenien          | 820             | 800            | 1020           | 820            | 800            | 2795  |
| 15   | Dänemark           | 860             | 880            | 780            | 900            | 880            | 2775  |
| 16   | Österreich         | 840             | 780            | 940            | 840            | 780            | 2745  |
| 17   | Kasachstan         | 800             | 820            | 880            | 800            | 820            | 2680  |
| 18   | Italien            | 720             | 840            | 820            | 780            | 840            | 2565  |
| 19   | Ungarn             | 780             | 720            | 700            | 760            | 760            | 2415  |
| 20   | Japan              | 740             | 760            | 640            | 740            | 740            | 2345  |
| …    | …                  |                 |                |                |                |                | …     |
| 23   | Südkorea           | 680             | 700            | 660            | 720            | 680            | 2230  |

## Modus
Die Nationalmannschaften ab dem Weltranglistenplatz 9 spielten zwischen Oktober 2015 und September 2016 die drei verbleibenden Plätze in einem mehrstufigen System in Qualifikationsturnieren aus. Insgesamt meldeten 28 Länder für die acht Turniere.
Die zwei Gewinner der Vorqualifikation und die zehn Nationalteams auf den Weltranglistenplätze 18 bis 27  trafen in der ersten Qualifikationsrunde in drei Gruppen à vier Mannschaften aufeinander. Die drei Gruppensieger erreichten die zweite Qualifikationsrunde, in der sie dann auf die neun Mannschaften trafen, die in der Weltrangliste die Plätze 9 bis 17 belegten. Dort wurde erneut in drei Gruppen mit jeweils vier Mannschaften gespielt. Die jeweiligen Gruppensieger qualifizierten sich schließlich für das olympische Eishockeyturnier.
Unter den nichtqualifizierten Nationen bildete die Internationale Eishockey-Föderation eine Rangfolge, die auch in die IIHF-Weltrangliste 2018 einging.

## Qualifikationsspiel

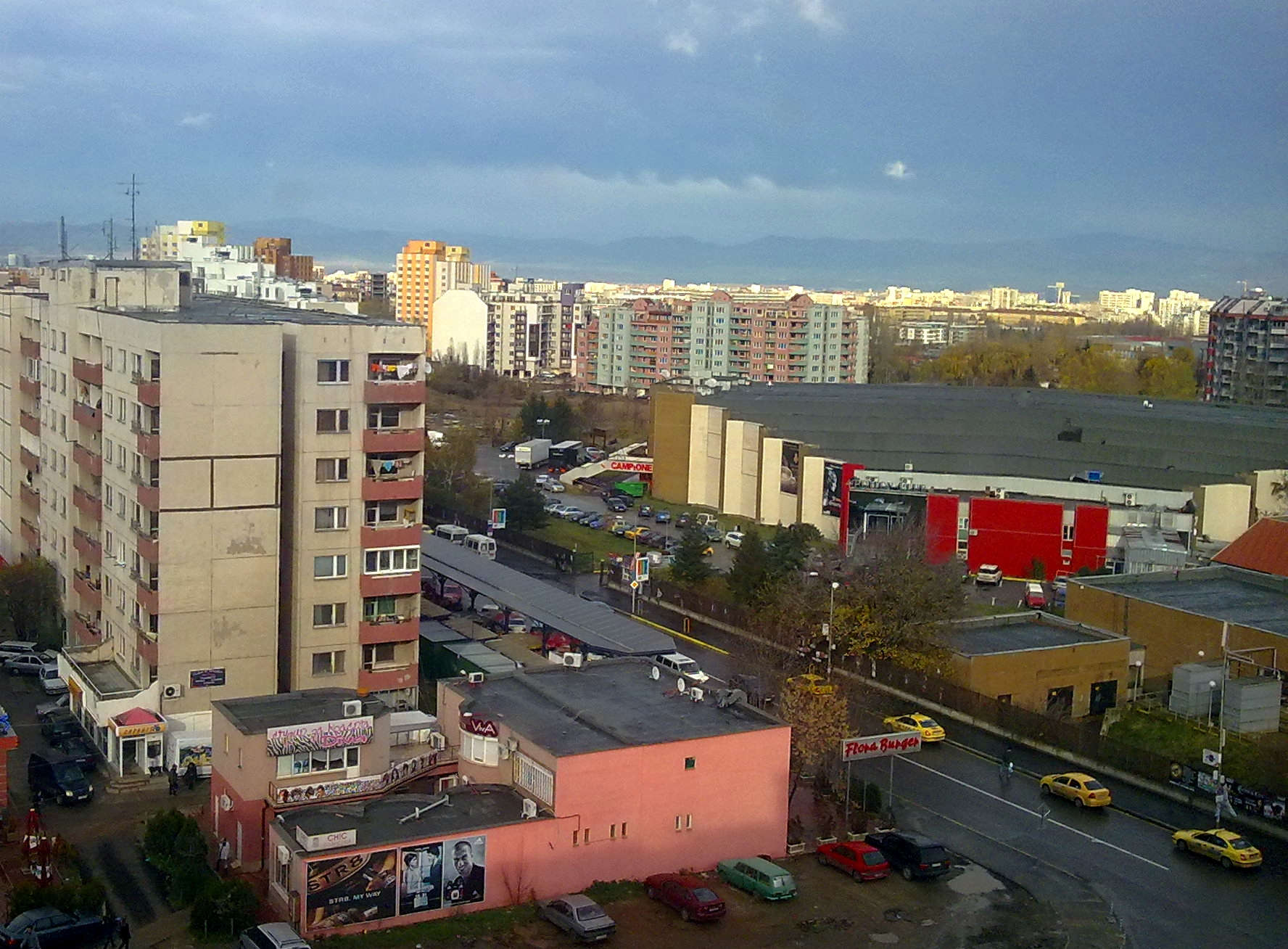
Blick auf den Wintersportpalast in Sofia (rechts)

Das Qualifikationsspiel um den achten Teilnehmer der ersten Runde der Vorqualifikation zu ermitteln, fand am 10. Oktober 2015 in der bulgarischen Hauptstadt Sofia statt. Der Spielort war der 4.600 Zuschauer fassende Wintersportpalast. Der Gastgeber Bulgarien setzte sich gegen Außenseiter Georgien deutlich mit 9:1 durch und nahm somit den freien Platz in der Gruppe K ein.
Der erfolgreichste Scorer des Spiels war der Bulgare Martin Bojadschiew, der an insgesamt acht der neun Tore beteiligt war. Zwei Tore erzielte er dabei selbst. Sein Teamkollege Janaki Gatschew erzielte drei Treffer.
| 10. Oktober 2015 18:30 Uhr (Ortszeit) | Bulgarien M. Bojadschiew (3:37) M. Bojadschiew (12:24) J. Gatschew (20:55) K. Semkow (21:28) P. Michow (33:08) P. Michow (40:36) B. Stefanow (45:58) J. Gatschew (49:05) J. Gatschew (55:56) | 9:1 (2:1, 3:0, 4:0) Spielbericht | Georgien W. Dumbadse (7:19) | Wintersportpalast, Sofia Zuschauer: 581 |

## Vorqualifikation Runde 1
Vom 10. Oktober bis 8. November 2015 wurde die erste Runde der Vorqualifikation ausgespielt. An der Runde nahmen die sieben besten gemeldeten Mannschaften ab Weltranglistenplatz 28 nach Abschluss der Weltmeisterschaft 2015 sowie der Sieger des Qualifikationsspiels, Bulgarien, teil.

### Gruppe K
Die Spiele der Gruppe K der ersten Runde der Vorqualifikation fanden vom 5. bis 8. November 2015 in der Tondiraba jäähall in der estnischen Hauptstadt Tallinn statt.
| 5. November 2015 14:00 Uhr (Ortszeit) | Mexiko J. Pérez (11:20) C. Tommasi (30:27) J. Pérez (39:26) C. Gómez (39:50) C. Gómez (46:02) C. Gómez (51:38) J. Pérez (54:48) G. Díaz (59:45) | 8:2 (1:0, 3:2, 4:0) Spielbericht | Bulgarien G. Iskrenow (20:14) K. Semkow (34:04) | Tondiraba jäähall, Tallinn Zuschauer: 238 |

| 5. November 2015 18:00 Uhr | Israel E. Revniaga (43:05) | 1:19 (0:6, 0:5, 1:8) Spielbericht | Estland A. Kuznetsov (1:52) A. Gornostajev (4:06) A. Fedoruk (11:48) L. Lahesalu (13:35) M. Võrang (16:55) R. Rooba (17:52) R. Rooba (28:29) L. Lahesalu (29:04) R. Russ (30:42) J. Lukats (34:51) R. Rooba (38:13) A. Fedoruk (41:25) J. Sorokin (42:28) J. Lukats (45:10) J. Sorokin (45:26) A. Kuznetsov (51:15) A. Gornostajev (54:52) J. Lukats (56:19) A. Gornostajev (57:37) | Tondiraba jäähall, Tallinn Zuschauer: 850 |

| 6. November 2015 14:00 Uhr | Mexiko R. Chabat (8:43) R. Chabat (16:58) C. Smithers (24:36) R. Chabat (50:25) F. Ugarte (56:25) | 5:0 (2:0, 1:0, 2:0) Spielbericht | Israel | Tondiraba jäähall, Tallinn Zuschauer: 237 |

| 6. November 2015 18:00 Uhr | Estland A. Kuznetsov (1:16) R. Rooba (3:14) V. Titarenko (6:15) M. Sinikas (6:39) R. Arrak (8:57) M. Auksi (10:43) R. Rooba (13:19) R. Arrak (16:11) V. Titarenko (17:00) R. Arrak (19:18) N. Kozorev (24:07) R. Rooba (24:51) R. Arrak (27:22) V. Titarenko (27:35) A. Gornostajev (31:51) R. Rooba (34:33) R. Teppan (36:54) J. Sorokin (37:04) R. Rooba (40:40) V. Titarenko (43:38) V. Titarenko (47:14) M. Võrang (53:13) R. Russ (53:48) R. Russ (54:09) R. Arrak (54:43) A. Kuznetsov (59:43) | 26:0 (10:0, 8:0, 8:0) Spielbericht | Bulgarien | Tondiraba jäähall, Tallinn Zuschauer: 647 |

| 8. November 2015 12:00 Uhr | Bulgarien M. Bojadschiew (17:42) R. Christow (45:09) | 2:5 (1:0, 0:1, 1:4) Spielbericht | Israel I. Spektor (24:47) I. Spektor (50:24) R. Aharonovich (55:07) I. Spektor (58:43) O. Kafri (59:10) | Tondiraba jäähall, Tallinn Zuschauer: 205 |

| 8. November 2015 16:00 Uhr | Estland A. Fedoruk (12:22) J. Lukats (13:05) M. Võrang (14:57) R. Rooba (22:24) R. Rooba (28:09) R. Rooba (32:04) J. Sorokin (43:09) R. Arrak (48:15) A. Gornostajev (48:31) A. Minin (49:23) J. Sorokin (51:08) R. Teppan (51:35) A. Minin (56:04) | 13:3 (3:1, 3:2, 7:0) Spielbericht | Mexiko G. Martínez (10:29) B. Arroyo (30:39) R. Chabat (39:45) | Tondiraba jäähall, Tallinn Zuschauer: 1.150 |

| Pl. |           | Sp | S | OTS | OTN | N | Tore  | Punkte |
| 1.  | Estland   | 3  | 3 | 0   | 0   | 0 | 58:04 | 9      |
| 2.  | Mexiko    | 3  | 2 | 0   | 0   | 1 | 16:15 | 6      |
| 3.  | Israel    | 3  | 1 | 0   | 0   | 2 | 06:26 | 3      |
| 4.  | Bulgarien | 3  | 0 | 0   | 0   | 3 | 04:39 | 0      |

Abkürzungen: Pl. = Platz, Sp = Spiele, S = Siege, OTS = Siege nach Verlängerung (Overtime) oder Penaltyschießen, OTN = Niederlagen nach Verlängerung oder Penaltyschießen, N = Niederlagen

Erläuterungen: Qualifikant für die zweite Runde der Vorqualifikation

### Gruppe L
Die Spiele der Gruppe L der ersten Runde der Vorqualifikation fanden vom 6. bis 8. November 2015 in der Pista Municipal de Hielo Francisco Fernández Ochoa in der spanischen Stadt Valdemoro statt.
| 6. November 2015 16:00 Uhr (Ortszeit) | Island A. Bjarnason (7:37) Ú. Andrésson (16:18) J. Leifsson (46:21) Ó. Björnsson (50:37) | 4:5 n. P. (2:2, 0:1, 2:1, 0:0, 0:1) Spielbericht | Serbien M. Milovanović (1:30) N. Vučurević (16:01) D. Filipović (37:25) M. Milovanović (47:24) N. Janković (PS) | Pista de Hielo F. F. Ochoa, Valdemoro Zuschauer: 125 |

| 6. November 2015 19:30 Uhr | Spanien I. Solórzano (5:27) A. Ubieto (6:26) J. Anglés (22:59) P. Puyuelo (23:31) A. Carbonell (28:07) P. Muñoz (31:33) A. Vea (35:57) I. Solórzano (36:50) J. Muñoz (47:13) P. Fuentes (55:03) | 10:1 (2:0, 6:1, 2:0) Spielbericht | Volksrepublik China Xia T. (29:01) | Pista de Hielo F. F. Ochoa, Valdemoro Zuschauer: 750 |

| 7. November 2015 16:00 Uhr | Serbien M. Milovanović (4:21) A. Luković (11:25) P. Popravka (13:58) N. Raković (19:57) P. Popravka (24:18) | 5:1 (4:0, 1:1, 0:0) Spielbericht | Volksrepublik China Yang M. (24:06) | Pista de Hielo F. F. Ochoa, Valdemoro Zuschauer: 120 |

| 7. November 2015 19:30 Uhr | Spanien P. Muñoz (10:27) A. García (14:35) A. Pedraz (24:41) P. González (36:09) G. González (54:15) | 5:3 (2:1, 2:1, 1:1) Spielbericht | Island J. Leifsson (3:34) F. Guðnason (21:47) J. Leifsson (48:02) | Pista de Hielo F. F. Ochoa, Valdemoro Zuschauer: 850 |

| 8. November 2015 16:00 Uhr | Volksrepublik China Bao J. (35:31) Liu L. (51:57) Hu T. (59:36) | 3:11 (0:7, 1:2, 2:2) Spielbericht | Island R. Hedström (1:44) I. Arnason (7:40) R. Pálsson (8:48) I. Arnason (13:56) R. Hedström (14:37) A. Mikaelsson (15:32) A. Helgason (15:54) P. Maack (33:08) R. Hedström (34:02) R. Hedström (42:24) R. Hedström (52:39) | Pista de Hielo F. F. Ochoa, Valdemoro Zuschauer: 150 |

| 8. November 2015 19:30 Uhr | Serbien D. Filipović (27:29) D. Filipović (36:31) P. Popravka (44:56) M. Milovanović (57:26) M. Brkušanin (59:41) | 5:3 (0:2, 2:0, 3:1) Spielbericht | Spanien G. Betrán (11:51) P. Fuentes (17:48) A. Pedraz (50:27) | Pista de Hielo F. F. Ochoa, Valdemoro Zuschauer: 950 |

| Pl. |                     | Sp | S | OTS | OTN | N | Tore  | Punkte |
| 1.  | Serbien             | 3  | 2 | 1   | 0   | 0 | 15:08 | 8      |
| 2.  | Spanien             | 3  | 2 | 0   | 0   | 1 | 18:09 | 6      |
| 3.  | Island              | 3  | 1 | 0   | 1   | 1 | 18:13 | 4      |
| 4.  | Volksrepublik China | 3  | 0 | 0   | 0   | 3 | 05:26 | 0      |

Abkürzungen: Pl. = Platz, Sp = Spiele, S = Siege, OTS = Siege nach Verlängerung (Overtime) oder Penaltyschießen, OTN = Niederlagen nach Verlängerung oder Penaltyschießen, N = Niederlagen

Erläuterungen: Qualifikant für die zweite Runde der Vorqualifikation

## Vorqualifikation Runde 2
Die zweite Runde der Vorqualifikation fand zwischen dem 11. und 14. Februar 2016 statt. Dabei genossen die in der Weltrangliste Besserplatzierten das Recht, das Turnier auszurichten und machten davon auch Gebrauch.

### Gruppe G
Die Spiele der Gruppe G der zweiten Runde der Vorqualifikation fanden vom 11. bis 14. Februar 2016 im Stadio Olimpico in dem italienischen Winterkurort Cortina d’Ampezzo statt. Dabei konnte die italienische Mannschaft den Heimvorteil nutzen und durch drei Siege in drei Spielen die nächste Runde erreichen.
| 11. Februar 2016 17:30 Uhr (Ortszeit) | Großbritannien R. Cowley (3:35) D. Phillips (17:12) M. Myers (28:23) R. Cowley (36:01) C. Shields (49:17) M. Richardson (55:48) | 6:5 (2:1, 2:2, 2:2) Spielbericht | Niederlande R. Wurm (2:57) K. Bruijsten (33:06) M. Brekelmans (34:01) M. Bruijsten (43:22) D. Hagemeijer (51:08) | Stadio Olimpico, Cortina d’Ampezzo Zuschauer: 302 |

| 11. Februar 2016 20:45 Uhr | Italien S. Marchetti (1:00) N. Plastino (12:46) K. DeVergilio (16:40) D. Frank (32:59) M. Gander (35:31) A. Egger (36:30) D. Kostner (42:54) N. Plastino (51:58) | 8:0 (3:0, 3:0, 2:0) Spielbericht | Serbien | Stadio Olimpico, Cortina d’Ampezzo Zuschauer: 814 |

| 13. Februar 2016 17:30 Uhr | Großbritannien C. Shields (4:28) M. Davies (11:27) J. Boxill (29:50) D. Clarke (35:27) D. Clarke (54:54) R. Lachowicz (59:37) | 6:2 (2:1, 2:1, 2:0) Spielbericht | Serbien N. Raković (8:03) U. Bjelogrlić (25:44) | Stadio Olimpico, Cortina d’Ampezzo Zuschauer: 489 |

| 13. Februar 2016 20:45 Uhr | Niederlande T. Marx (2:39) D. Hagemeijer (20:08) | 2:4 (1:2, 1:1, 0:1) Spielbericht | Italien M. Insam (0:39) D. Kostner (9:55) K. DeVergilio (33:11) L. Frigo (51:53) | Stadio Olimpico, Cortina d’Ampezzo Zuschauer: 862 |

| 14. Februar 2016 17:30 Uhr | Serbien M. Đumić (24:59) N. Vučurević (29:59) D. Filipović (54:58) | 3:7 (0:2, 2:2, 1:3) Spielbericht | Niederlande M. Bruijsten (0:56) M. Bruijsten (16:25) N. Nagtzaam (37:58) M. Dalhuisen (39:11) M. Dalhuisen (55:18) R. Staats (55:51) K. Bruijsten (57:19) | Stadio Olimpico, Cortina d’Ampezzo Zuschauer: 428 |

| 14. Februar 2016 20:45 Uhr | Italien C. Borgatello (8:15) A. Bernard (10:05) S. Kostner (15:26) C. Borgatello (35:56) A. Gellert (47:23) J. Ramoser (59:26) | 6:2 (3:0, 1:1, 2:1) Spielbericht | Großbritannien A. Tait (38:25) D. Clarke (45:01) | Stadio Olimpico, Cortina d’Ampezzo Zuschauer: 781 |

| Pl. |                | Sp | S | OTS | OTN | N | Tore  | Punkte |
| 1.  | Italien        | 3  | 3 | 0   | 0   | 0 | 18:04 | 9      |
| 2.  | Großbritannien | 3  | 2 | 0   | 0   | 1 | 14:13 | 6      |
| 3.  | Niederlande    | 3  | 1 | 0   | 0   | 2 | 14:13 | 3      |
| 4.  | Serbien        | 3  | 0 | 0   | 0   | 3 | 05:21 | 0      |

Abkürzungen: Pl. = Platz, Sp = Spiele, S = Siege, OTS = Siege nach Verlängerung (Overtime) oder Penaltyschießen, OTN = Niederlagen nach Verlängerung oder Penaltyschießen, N = Niederlagen

Erläuterungen: Qualifikant für die Qualifikationsendrunde

### Gruppe H
Die Spiele der Gruppe H der zweiten Runde der Vorqualifikation fanden vom 11. bis 14. Februar 2016 in der Papp László Budapest Sportaréna in der ungarischen Hauptstadt Budapest statt. Nachdem Gastgeber Ungarn und Polen die beiden ersten Spiele gewonnen hatten, musste das letzte Spiel der beiden Teams vor 9.000 Zuschauern über das Erreichen der nächsten Runde entscheiden. Nachdem in der regulären Spielzeit und der Verlängerung kein Tor gefallen war, gelang dem Polen Krzysztof Zapała im Penaltyschießen der entscheidende Treffer für seine Farben.
| 11. Februar 2016 16:00 Uhr (Ortszeit) | Polen P. Wronka (1:50) A. Chmielewski (15:00) K. Guzik (18:53) M. Bepierszcz (21:41) M. Kolusz (23:06) M. Rompkowski (45:33) | 6:2 (3:0, 2:1, 1:1) Spielbericht | Estland A. Petrov (20:50) A. Petrov (43:08) | Papp László Sportaréna, Budapest Zuschauer: 858 |

| 11. Februar 2016 19:30 Uhr | Litauen | 0:4 (0:1, 0:1, 0:2) Spielbericht | Ungarn V. Galló (14:25) J. Hári (27:43) F. Banham (42:34) D. Kiss (45:09) | Papp László Sportaréna, Budapest Zuschauer: 7.110 |

| 12. Februar 2016 16:00 Uhr | Polen G. Pasiut (15:01) A. Chmielewski (17:26) K. Zapała (20:35) M. Urbanowicz (23:12) K. Dziubiński (25:29) T. Malasiński (37:29) K. Dziubiński (39:42) K. Zapała (40:33) M. Bepierszcz (52:20) | 9:1 (2:0, 5:0, 2:1) Spielbericht | Litauen D. Bogdziul (55:05) | Papp László Sportaréna, Budapest Zuschauer: 640 |

| 12. Februar 2016 19:30 Uhr | Ungarn I. Sofron (1:50) V. Galló (15:12) I. Sofron (23:31) F. Banham (31:51) P. Vincze (43:15) P. Vincze (56:27) A. Sarauer (58:33) | 7:1 (2:0, 2:1, 3:0) Spielbericht | Estland R. Rooba (26:45) | Papp László Sportaréna, Budapest Zuschauer: 8.100 |

| 14. Februar 2016 14:30 Uhr | Estland A. Makrov (0:43) F. Shvarõgin (2:34) D. Konõšev (15:56) A. Makrov (43:59) | 4:1 (3:1, 0:0, 1:0) Spielbericht | Litauen D. Nomanovas (13:24) | Papp László Sportaréna, Budapest Zuschauer: 950 |

| 14. Februar 2016 18:00 Uhr | Ungarn | 0:1 n. P. (0:0, 0:0, 0:0, 0:0, 0:1) Spielbericht | Polen K. Zapała (PS) | Papp László Sportaréna, Budapest Zuschauer: 9.000 |

| Pl. |         | Sp | S | OTS | OTN | N | Tore  | Punkte |
| 1.  | Polen   | 3  | 2 | 1   | 0   | 0 | 16:03 | 8      |
| 2.  | Ungarn  | 3  | 2 | 0   | 1   | 0 | 11:02 | 7      |
| 3.  | Estland | 3  | 1 | 0   | 0   | 2 | 07:14 | 3      |
| 4.  | Litauen | 3  | 0 | 0   | 0   | 3 | 02:17 | 0      |

Abkürzungen: Pl. = Platz, Sp = Spiele, S = Siege, OTS = Siege nach Verlängerung (Overtime) oder Penaltyschießen, OTN = Niederlagen nach Verlängerung oder Penaltyschießen, N = Niederlagen

Erläuterungen: Qualifikant für die Qualifikationsendrunde

### Gruppe J
Die Spiele der Gruppe J der zweiten Runde der Vorqualifikation fanden vom 11. bis 14. Februar 2016 in der Tsukisamu-Sporthalle in der japanischen Stadt Sapporo statt. Die japanische Mannschaft konnte den Heimvorteil nutzen und mit drei Siegen aus drei Spielen den Einzug in die nächste Runde erreichen.
| 11. Februar 2016 14:30 Uhr (Ortszeit) | 11. Februar 2016 6:30 Uhr (MEZ) | Ukraine W. Luhowyj (29:32) A. Michnow (38:19) A. Hnidenko (54:35) | 3:0 (0:0, 2:0, 1:0) Spielbericht | Rumänien | Tsukisamu-Sporthalle, Sapporo Zuschauer: 1.020 |

| 11. Februar 2016 18:00 Uhr | 11. Februar 2016 10:00 Uhr | Kroatien | 0:3 (0:0, 0:1, 0:2) Spielbericht | Japan Y. Ōsawa (34:50) Y. Ōsawa (55:39) G. Tanaka (55:59) | Tsukisamu-Sporthalle, Sapporo Zuschauer: 1.828 |

| 13. Februar 2016 14:30 Uhr | 13. Februar 2016 6:30 Uhr | Ukraine A. Hnidenko (1:00) O. Pobjedonoszew (7:28) J. Petranhowskyj (15:42) H. Kitscha (24:06) R. Blahyj (49:21) A. Bondarew (59:55) | 6:0 (3:0, 1:0, 2:0) Spielbericht | Kroatien | Tsukisamu-Sporthalle, Sapporo Zuschauer: 1.227 |

| 13. Februar 2016 18:00 Uhr | 13. Februar 2016 10:00 Uhr | Japan S. Kuji (25:29) Y. Hirano (33:23) H. Ueno (35:29) M. Nishiwaki (36:18) D. Obara (37:03) S. Kuji (52:08) T. Yamashita (57:23) | 7:0 (0:0, 5:0, 2:0) Spielbericht | Rumänien | Tsukisamu-Sporthalle, Sapporo Zuschauer: 2.265 |

| 14. Februar 2016 14:30 Uhr | 14. Februar 2016 6:30 Uhr | Rumänien Z. Molnár (26:30) | 1:4 (0:1, 1:2, 0:1) Spielbericht | Kroatien D. Kanaet (6:59) L. Mikulić (31:08) M. Novak (39:09) M. Šakić (58:53) | Tsukisamu-Sporthalle, Sapporo Zuschauer: 1.003 |

| 14. Februar 2016 18:00 Uhr | 14. Februar 2016 10:00 Uhr | Japan K. Takagi (46:19) D. Obara (50:32) | 2:1 (0:0, 0:0, 2:1) Spielbericht | Ukraine J. Petranhowskyj (54:36) | Tsukisamu-Sporthalle, Sapporo Zuschauer: 2.000 |

| Pl. |          | Sp | S | OTS | OTN | N | Tore  | Punkte |
| 1.  | Japan    | 3  | 3 | 0   | 0   | 0 | 12:01 | 9      |
| 2.  | Ukraine  | 3  | 2 | 0   | 0   | 1 | 10:02 | 6      |
| 3.  | Kroatien | 3  | 1 | 0   | 0   | 2 | 04:10 | 3      |
| 4.  | Rumänien | 3  | 0 | 0   | 0   | 3 | 01:14 | 0      |

Abkürzungen: Pl. = Platz, Sp = Spiele, S = Siege, OTS = Siege nach Verlängerung (Overtime) oder Penaltyschießen, OTN = Niederlagen nach Verlängerung oder Penaltyschießen, N = Niederlagen

Erläuterungen: Qualifikant für die Qualifikationsendrunde

## Qualifikationsendrunde
Die Endrunde der Qualifikation fand vom 1. bis 4. September 2016 statt. Dabei hatten die drei auf den ersten Platz gesetzten Mannschaften das Recht, über den Ort der Ausrichtung zu bestimmen und machten davon auch Gebrauch.

### Gruppe D
Die Spiele der Gruppe D der Qualifikationsendrunde fanden vom 1. bis 4. September 2016 in der Minsk-Arena in der belarussischen Hauptstadt Minsk statt. Das Team aus Slowenien sicherte sich durch einen knappen 3:2-Sieg im Penaltyschießen über Gastgeber Belarus den Turniersieg und damit einen der drei freien Startplätze im olympischen Eishockeyturnier.
Die beiden Favoriten aus Belarus und Slowenien gaben sich in ihren ersten beiden Turnierspielen keine Blöße und fuhren jeweils zwei ungefährdete Siege ein. Lediglich der Sieg der Belarussen im zweiten Spiel gegen Polen war kurze Zeit gefährdet, nachdem sich die Mannschaft in den Anfangsminuten einen 0:2-Rückstand eingehandelt hatte. Diese hatten sie nach dem ersten Drittel aber in eine 4:2-Führung gedreht. Während sich Dänemark durch den Sieg im abschließenden Spiel über Polen den enttäuschenden dritten Rang sicherte, spielten der Gastgeber und Slowenien den Turniersieg aus. Dort gingen die Slowenen früh im zweiten Drittel mit 2:0 in Führung, verspielten diesen Vorsprung in der ausverkauften Minsk-Arena aber noch. Letztlich hatten die Slowenen im Penaltyschießen aber das bessere Ende für sich. Rok Tičar, der auch die beiden slowenischen Treffer in der regulären Spielzeit erzielt hatte, traf den entscheidenden Penalty.
Als Topscorer ging der Belarusse Sjarhej Kaszizyn mit sechs Scorerpunkten aus dem Turnier hervor. Mit vier Torvorlagen war er zugleich auch bester Torvorbereiter des Wettbewerbs. Die beiden Slowenen Anže Kopitar und Rok Tičar sowie Kaszizyns Teamkollege Andrei Stepanow erwiesen sich mit drei Toren am Treffsichersten. Kopitar wurde auch als bester Stürmer ausgezeichnet. Gašper Krošelj, der mit 96,3 Prozent gehaltener Schüsse die beste Fangquote aufwies, wurde zum besten Torhüter ernannt. Der eingebürgerte Belarusse Nick Bailen erhielt die Auszeichnung zum besten Verteidiger.
| 1. September 2016 14:00 Uhr (Ortszeit) | Slowenien A. Kopitar (15:50) Ž. Jeglič (17:38) J. Muršak (24:46) A. Kopitar (28:41) A. Kranjc (32:48) A. Kopitar (40:16) | 6:1 (2:0, 3:0, 1:1) Spielbericht | Polen K. Dziubiński (57:12) | Minsk-Arena, Minsk Zuschauer: 1.800 |

| 1. September 2016 18:00 Uhr | Dänemark N. Jensen (2:46) J. Hansen (58:41) | 2:5 (1:2, 0:0, 1:3) Spielbericht | Belarus A. Paulowitsch (11:50) A. Wolkau (17:08) S. Kaszizyn (43:46) A. Stas (53:17) S. Kaszizyn (59:24) | Minsk-Arena, Minsk Zuschauer: 15.086 |

| 2. September 2016 14:00 Uhr | Slowenien S. Kovačevič (24:18) A. Mušič (49:18) J. Urbas (57:49) | 3:0 (0:0, 1:0, 2:0) Spielbericht | Dänemark | Minsk-Arena, Minsk Zuschauer: 2.090 |

| 2. September 2016 18:00 Uhr | Belarus N. Bailen (13:51) A. Stepanow (15:45) R. Hrabarenka (16:18) A. Stas (19:32) A. Kaszizyn (38:01) | 5:3 (4:2, 1:0, 0:1) Spielbericht | Polen B. Bychawski (5:35) A. Chmielewski (8:59) B. Pociecha (59:15) | Minsk-Arena, Minsk Zuschauer: 10.820 |

| 4. September 2016 12:00 Uhr | Polen K. Kalinowski (13:10) M. Urbanowicz (50:20) | 2:5 (1:1, 0:2, 1:2) Spielbericht | Dänemark F. Storm (3:07) M. Bødker (25:53) P. Larsen (35:29) N. Ehlers (42:02) M. Madsen (52:24) | Minsk-Arena, Minsk Zuschauer: 2.390 |

| 4. September 2016 16:00 Uhr | Belarus A. Stepanow (38:08) A. Stepanow (51:41) | 2:3 n. P. (0:0, 1:2, 1:0, 0:0, 0:1) Spielbericht | Slowenien R. Tičar (21:46) R. Tičar (22:49) R. Tičar (PS) | Minsk-Arena, Minsk Zuschauer: 15.086 |

| Pl. |           | Sp | S | OTS | OTN | N | Tore  | Punkte |
| 1.  | Slowenien | 3  | 2 | 1   | 0   | 0 | 12:03 | 8      |
| 2.  | Belarus   | 3  | 2 | 0   | 1   | 0 | 12:08 | 7      |
| 3.  | Dänemark  | 3  | 1 | 0   | 0   | 2 | 07:10 | 3      |
| 4.  | Polen     | 3  | 0 | 0   | 0   | 3 | 06:16 | 0      |

Abkürzungen: Pl. = Platz, Sp = Spiele, S = Siege, OTS = Siege nach Verlängerung (Overtime) oder Penaltyschießen, OTN = Niederlagen nach Verlängerung oder Penaltyschießen, N = Niederlagen

Erläuterungen: Qualifikant für die Olympischen Winterspiele

### Gruppe E
Die Spiele der Gruppe E der Qualifikationsendrunde fanden vom 1. bis 4. September 2016 in der Arēna Rīga in der lettischen Hauptstadt Riga statt. Deutschland erkämpfte sich durch einen hart erarbeiteten 3:2-Sieg über Gastgeber Lettland im Schlussspiel des Turniers einen der drei freien Startplätze für das olympische Eishockeyturnier.
Die beiden Top-Teams der Gruppe – Gastgeber Lettland und Deutschland – starteten jeweils imposant ins Turnier. Während Deutschland lediglich 30 Minuten benötigte, um die Partie gegen Japan zu entscheiden, siegte Lettland deutlich mit 8:1 gegen den letztmaligen Olympiateilnehmer Österreich. Auch am zweiten Turniertag setzte sich der Trend fort. Deutschland setzte beim 6:0 über Österreich ein weiteres Ausrufezeichen und blieb auch im zweiten Spiel ohne Gegentor. Leichte Probleme hatte hingegen Lettland beim letztlich ungefährdeten, aber dennoch knappen 3:1 über Japan. Am Schlusstag sicherte sich Österreich den dritten Rang, während Deutschland und Lettland das Olympiaticket unter sich ausspielten. Die Deutschen erwischten den besseren Start in die Partie und führten nach 25 Minuten mit 2:0, ehe Lettland – jeweils in Überzahl – zunächst den Anschluss herstellte und zu Beginn des Schlussabschnitts ausglich. Fünf Minuten vor dem Ende konnte Tom Kühnhackl allerdings die erneute Führung für Deutschland in der ausverkauften Arena Riga erzielen, die gleichbedeutend mit dem Turniersieg war.
Den Titel des Topscorers und besten Torschützen des Turniers sicherte sich der Deutsche Felix Schütz mit fünf Scorerpunkten, darunter vier Tore. Ebenso fünf Scorerpunkte sammelten die Letten Kaspars Daugaviņš und Miks Indrašis sowie Schütz’ Teamkollege Leon Draisaitl. Alle drei gehörten zu den insgesamt acht Akteuren, die im Laufe des Wettbewerbs drei Treffer vorbereiten konnten. Unter den Torhütern kristallisierte sich Deutschlands Philipp Grubauer heraus, der 97,0 Prozent aller Schüsse auf sein Tor abwehrte und zwei Shutouts verbuchte. Er blieb vom Turnierbeginn an fast 155 Minuten unbezwungen.
| 1. September 2016 14:30 Uhr (Ortszeit) | Deutschland B. Macek (3:26) F. Schütz (17:22) T. Kühnhackl (22:07) T. Rieder (24:44) F. Schütz (27:56) | 5:0 (2:0, 3:0, 0:0) Spielbericht | Japan | Arēna Rīga, Riga Zuschauer: 979 |

| 1. September 2016 18:30 Uhr | Österreich T. Hundertpfund (16:39) | 1:8 (1:2, 0:3, 0:3) Spielbericht | Lettland K. Daugaviņš (5:41) A. Džeriņš (11:23) R. Bukarts (25:18) K. Daugaviņš (27:36) R. Ķēniņš (38:48) M. Indrašis (43:57) M. Dzierkals (46:11) R. Ābols (56:45) | Arēna Rīga, Riga Zuschauer: 4.210 |

| 2. September 2016 14:30 Uhr | Deutschland M. Goc (14:22) P. Hager (28:04) M. Müller (37:20) P. Reimer (42:16) F. Schütz (54:24) L. Draisaitl (58:00) | 6:0 (1:0, 2:0, 3:0) Spielbericht | Österreich | Arēna Rīga, Riga Zuschauer: 1.062 |

| 2. September 2016 18:30 Uhr | Lettland A. Džeriņš (35:54) M. Karsums (46:16) A. Džeriņš (59:52) | 3:1 (0:0, 1:0, 2:1) Spielbericht | Japan S. Kuji (57:46) | Arēna Rīga, Riga Zuschauer: 3.851 |

| 4. September 2016 13:00 Uhr | Japan | 0:3 (0:1, 0:0, 0:2) Spielbericht | Österreich M. Grabner (18:23) A. Kristler (47:27) T. Raffl (58:33) | Arēna Rīga, Riga Zuschauer: 727 |

| 4. September 2016 17:00 Uhr | Lettland M. Indrašis (34:55) M. Karsums (46:19) | 2:3 (0:1, 1:1, 1:1) Spielbericht | Deutschland L. Draisaitl (16:18) F. Schütz (24:51) T. Kühnhackl (54:51) | Arēna Rīga, Riga Zuschauer: 10.035 |

| Pl. |             | Sp | S | OTS | OTN | N | Tore  | Punkte |
| 1.  | Deutschland | 3  | 3 | 0   | 0   | 0 | 14:02 | 9      |
| 2.  | Lettland    | 3  | 2 | 0   | 0   | 1 | 13:05 | 6      |
| 3.  | Österreich  | 3  | 1 | 0   | 0   | 2 | 04:14 | 3      |
| 4.  | Japan       | 3  | 0 | 0   | 0   | 3 | 01:11 | 0      |

Abkürzungen: Pl. = Platz, Sp = Spiele, S = Siege, OTS = Siege nach Verlängerung (Overtime) oder Penaltyschießen, OTN = Niederlagen nach Verlängerung oder Penaltyschießen, N = Niederlagen

Erläuterungen: Qualifikant für die Olympischen Winterspiele

### Gruppe F
Die Spiele der Gruppe F der Qualifikationsendrunde fanden vom 1. bis 4. September 2016 im Jordal Amfi in der norwegischen Hauptstadt Oslo statt. Die norwegische Auswahl konnte sich nach einem schwachen Start in das Turnier letztlich mit dem Heimvorteil im Rücken den Turniersieg und damit einen der drei freien Startplätze im olympischen Eishockeyturnier sichern.
Die favorisierten Norweger starteten schwach in das Turnier und konnten sich erst mit einem Doppelschlag kurz vor Spielende gegen Kasachstan in die Verlängerung retten. Dort konnten sie zumindest einen Bonuspunkt sichern, nachdem Kasachstan das Spiel mit 4:3 gewann. Auch die Franzosen hatten mit Italien mehr Probleme als erwartet und siegten ebenfalls erst in der Verlängerung mit 2:1. Am zweiten Tag folgten schließlich deutliche Favoritensiege Norwegens und Frankreichs mit jeweils 4:1 über ihre Gegner, sodass die Entscheidung im direkten Duell im letzten Turnierspiel fiel. Dort gingen die Franzosen im Mittelabschnitt in Führung, die Norweger – angeführt von Mats Zuccarello – drehten die Partie allerdings zweieinhalb Minuten vor Spielende durch einen Überzahltreffer von Mattias Nørstebø zu ihren Gunsten.
Norwegens Mats Zuccarello war mit fünf Scorerpunkten die treibende Kraft hinter Norwegens erfolgreicher Qualifikation. Ebenso stach sein Mannschaftskollege Patrick Thoresen mit vier Torvorbereitungen heraus, während sich der Kasache Roman Startschenko mit drei Turniertoren der sicherste Torschütze war. Unter den Torhütern wies der Franzose Cristobal Huet mit einer Fangquote von 94,4 Prozent und einem Gegentorschnitt von 1,33 die besten statistischen Werte auf.
| 1. September 2016 16:00 Uhr (Ortszeit) | Frankreich F. Chakiachvili (25:40) S. Da Costa (60:27) | 2:1 n. V. (0:0, 1:1, 0:0, 1:0) Spielbericht | Italien D. Kostner (23:20) | Jordal Amfi, Oslo Zuschauer: 643 |

| 1. September 2016 20:00 Uhr | Kasachstan R. Startschenko (21:23) K. Dallman (31:27) R. Startschenko (34:26) B. Bochenski (60:31) | 4:3 n. V. (0:0, 3:1, 0:2, 1:0) Spielbericht | Norwegen M. Zuccarello (23:48) J. Holøs (58:43) A. Bastiansen (59:46) | Jordal Amfi, Oslo Zuschauer: 2.714 |

| 2. September 2016 16:00 Uhr | Frankreich S. Treille (7:10) D. Fleury (15:32) D. Fleury (55:31) F. Douay (57:40) | 4:1 (2:1, 0:0, 2:0) Spielbericht | Kasachstan N. Dawes (0:20) | Jordal Amfi, Oslo Zuschauer: 378 |

| 2. September 2016 20:00 Uhr | Norwegen M. Olimb (8:35) T. Kristiansen (18:39) J. Holøs (51:26) A. Martinsen (57:51) | 4:1 (2:0, 0:1, 1:1) Spielbericht | Italien T. Traversa (34:51) | Jordal Amfi, Oslo Zuschauer: 3.751 |

| 4. September 2016 11:30 Uhr | Italien G. Scandella (6:47) T. Traversa (38:54) | 2:3 (1:1, 1:1, 0:1) Spielbericht | Kasachstan M. Chudjakow (8:51) B. Bochenski (28:42) R. Startschenko (56:12) | Jordal Amfi, Oslo Zuschauer: 386 |

| 4. September 2016 15:00 Uhr | Norwegen M. Zuccarello (26:59) M. Nørstebø (57:31) | 2:1 (0:0, 1:1, 1:0) Spielbericht | Frankreich Y. Treille (21:49) | Jordal Amfi, Oslo Zuschauer: 4.277 |

| Pl. |            | Sp | S | OTS | OTN | N | Tore  | Punkte |
| 1.  | Norwegen   | 3  | 2 | 0   | 1   | 0 | 09:06 | 7      |
| 2.  | Frankreich | 3  | 1 | 1   | 0   | 1 | 07:04 | 5      |
| 3.  | Kasachstan | 3  | 1 | 1   | 0   | 1 | 08:09 | 5      |
| 4.  | Italien    | 3  | 0 | 0   | 1   | 2 | 04:09 | 1      |

Abkürzungen: Pl. = Platz, Sp = Spiele, S = Siege, OTS = Siege nach Verlängerung (Overtime) oder Penaltyschießen, OTN = Niederlagen nach Verlängerung oder Penaltyschießen, N = Niederlagen

Erläuterungen: Qualifikant für die Olympischen Winterspiele